# 488

## Decese
- dată necunoscută: Leontios I  (n. ?)